# ディートリヒ・フォン・コルティッツ
ディートリヒ・フォン・コルティッツ（Dietrich von Choltitz、1894年11月9日 - 1966年11月5日）は、ドイツの軍人。最終階級はドイツ国防軍陸軍歩兵大将。第二次世界大戦中の1944年にドイツ占領期にパリ防衛の司令官を務め、連合国側による損傷を抑えた解放を実現した。

## 来歴

### 初期の軍歴
上シレジア地方のヴィーゼ・グレーフリヒ（独: Wiese Gräflich; 現在のポーランド領ウォンカ・プルドニツカ (Łąka Prudnicka)）に生まれる。1906年にドレスデン幼年学校に入学し、1914年3月に士官候補生としてザクセン第8ヨハン・ゲオルク王子第107歩兵連隊に配属された。
同年勃発した第一次世界大戦中は西部戦線で従軍。1914年9月に少尉に昇進。戦後もヴァイマル共和国軍に残り、1924年11月に中尉に昇進。1929年4月に騎兵大尉に昇進し騎兵大隊長を務める。1935年8月に少佐に昇進し、1937年2月に空輸歩兵連隊第3大隊長に任命された。1938年4月、中佐に昇進。

### 第二次世界大戦
第二次世界大戦が勃発すると、1940年のオランダの戦いでコルティッツの大隊はロッテルダムに架かる橋の空挺強襲による奪取作戦に投入された。この戦功により同年5月に騎士鉄十字章を受章。同年9月、空輸歩兵連隊長に就任。1941年に大佐に昇進。
同年始まった独ソ戦にも従軍し、1942年6月のセヴァストポリ攻略戦に参加した。同年少将に昇進し、翌年中将に昇進。第11装甲師団、ついで1942年8月から10月まで、ヴァルター・ハーム中将の代理として第260歩兵師団司令官を務めた。その後も様々な軍団や装甲軍団の司令官代理、司令官を歴任し、1944年3月にイタリア戦線、6月にフランスに転属となった。

### パリ防衛と降伏
1944年8月、コルティッツはアドルフ・ヒトラーにより歩兵大将に昇進し、「大パリ防衛司令官」に任命された。8月9日にパリに着任した。その後16日間、コルティッツはヒトラーによるパリ市死守命令、あるいは破壊命令を無視し続けることになった。1944年8月23日午前未明、レジスタンスや連合軍との攻防の末にいよいよ敗色が濃厚となったヒトラーは、コルティッツに一つの命令を下した。「敵に渡すくらいなら灰にしろ。跡形もなく燃やせ」という、彼の破滅的思想に満ちた最後の抵抗策であった。だがコルティッツは、その命令を得策ではないと判断し、結果的にパリ破壊命令を無視し続けた。
同年8月25日午後1時、痺れを切らしたヒトラーは、ベルリンから「Brennt Paris ?（パリは燃えているか？）」と叫び、問いかける。しかし虚しくも、彼が期待していた回答を得ることはできなかった。コルティッツ司令官は、パリを救った男として後世に名を残し、後に映画化される。
コルティッツは敵であるレジスタンス運動や中立国であるスウェーデン総領事のラウル・ノルドリンクとの交渉、またドイツ軍による示威行動（軍事パレード）や脅迫を取り混ぜることによって、パリ市内での市民蜂起を押さえ込み、大規模な市街戦や都市破壊を避けることに成功した。
8月25日午後3時前、コルティッツはパリに入城したフランス第2装甲師団長フィリップ・ルクレール将軍、フランス国内軍（FFI)パリ地区隊長アンリ・ロル＝タンギー大佐に降伏した。結局ヒトラーの破壊命令を無視したことになり、後年コルティッツは「パリを救った人物」と呼ばれるようになった。
ただし最近の研究（2007年1月10日放映Arteのドキュメンタリー番組）では、コルティッツは破壊命令を実行するだけの兵器を持っていなかった（空軍、砲兵を欠き、少数の戦車があるのみで、一部の橋と建物に地雷を仕掛けるのが精一杯だった）とも、「自分を降伏後に戦争犯罪人として扱うなら破壊命令を実行する」と連合国側に警告して保身を図っていたともされている。コルティッツは自身の司令部の防衛体制は固めており、降伏文書に調印したのも捕虜となった後のことであった。

### 降伏後

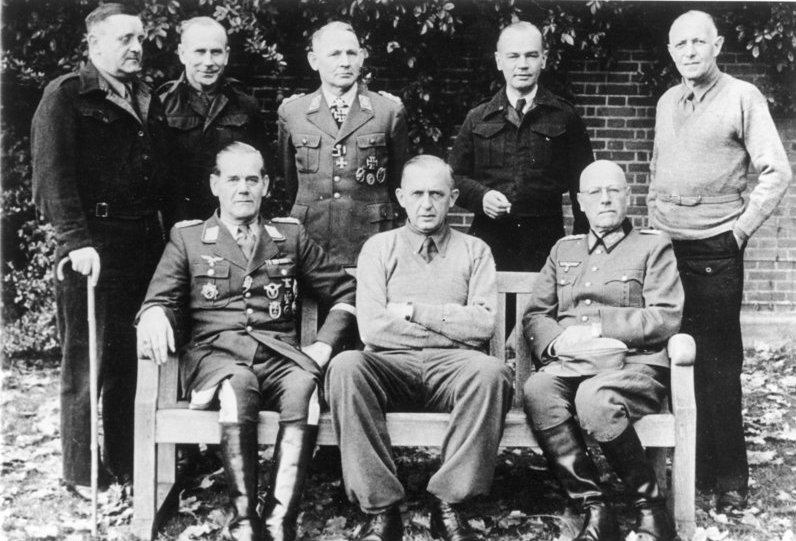
トレントパーク捕虜収容所に収容されたコルティッツ（後列左端）、ヘルマン=ベルンハルト・ラムケ（後列中央）らドイツ軍の将軍たち

降伏後はイギリスのトレントパーク捕虜収容所に収容された。そこで取り調べが行われたが、コルティッツはレジスタンスとの秘密裏の接触を明らかにすると同時に、1941年から1942年にかけてソビエト連邦で犯した戦争犯罪についても供述している。
1944年8月29日付調書によれば、「もっとも困難な任務はユダヤ人の殲滅だった。私はこの任務を最後までやり遂げた」と述べている。ただしこの供述について、コルティッツの息子ティモはロンドン国立公文書館での資料調査の結果、この調書の信憑性に疑問を呈している。現在は供述調書の写しのみが残されており、供述を録音したレコードは行方不明になっている。

### 戦後
1947年4月、コルティッツは釈放された。その死去までバーデン=バーデン近郊のリヒェンタールに住み、1966年に長年患っていた肺気腫のため死去した。バーデン=バーデン市立墓地で行われたその葬儀には、ドイツ連邦軍とフランス軍の将校が参列した。

## 文献
- Dietrich von Choltitz: ...brennt Paris? Adolf Hitler ... Tatsachenbericht des letzten deutschen Befehlshabers in Paris. Una-Weltbücherei, Mannheim 1950.
- Dietrich von Choltitz: Soldat unter Soldaten. Europa-Verlag, Konstanz 1951.
- Klaus-Jürgen Müller: Die Befreiung von Paris. In: Michael Salewski, Guntram Schulze-Wegener（Hrsg.）: Kriegsjahr 1944: Im Großen und im Kleinen. Franz Steiner, Stuttgart 1995, ISBN 3-515-06674-8.
- Sönke Neitzel: Abgehört. Deutsche Generäle in britischer Kriegsgefangenschaft 1942–1945. Propyläen, Berlin  2005, ISBN 3-549-07261-9.
- Larry Collins, Dominique Lapierre: Brennt Paris? Roman. Ullstein, München 2002, ISBN 3-548-25506-X.